# The Plunderer (film 1915)
The Plunderer è un film muto del 1915 diretto da Edgar Lewis. La sceneggiatura si basa sul romanzo The Plunderer di Roy Norton, pubblicato a New York nel 1912. Il lavoro di Norton fu ripreso nel 1924 da George Archainbaud che diresse un'altra versione di The Plunderer.

## Trama
Bill Matthews insieme al socio Dick Townsend scopre che dei concorrenti hanno tentato di prendere il controllo della loro miniera nel West, nella cittadina di Goldpan. I minatori scendono in sciopero, sobillati da Bully Presby, ma Joan, la figlia di Presby, che si innamora di Dick, induce il padre a confessare i suoi maneggi e a rifondere i danni ai due soci. Intanto anche Bill si è lasciato coinvolgere in una storia d'amore con Lily Meredith, la proprietaria della sala da ballo locale. La donna, vergognandosi della sua professione, lascia la città. Ma Bill, determinato a ritrovarla, parte alla sua ricerca, deciso a sposarla.

## Produzione
Il film - prodotto dalla Fox Film Corporation - venne girato in esterni in Georgia, a Dahlonega, in una comunità di minatori.

## Distribuzione
Il copyright del film, richiesto da William Fox, fu registrato il 31 maggio 1915 con il numero LP6154.
Distribuito dalla Fox Film Corporation, il film uscì nelle sale cinematografiche statunitensi nel 1915.
Non si conoscono copie ancora esistenti della pellicola che viene considerata presumibilmente perduta.